# Zach Britton
Zachary Grant Britton (Panorama City, 22 dicembre 1987) è un giocatore di baseball statunitense, lanciatore per i New York Yankees della Major League Baseball.

## Carriera professionista

### Gli inizi
Nacque a Panorama City, un distretto di Los Angeles, e crebbe a Santa Clarita. Frequentò la Canyon High School. Nel corso del primo anno, durante una partita di baseball finì due giorni in terapia intensiva a causa della frattura del cranio e della clavicola.
Successivamente si trasferì in Texas con la sua famiglia, dove frequentò la Weatherford High School. Venne ingaggiato negli All State nel ruolo di outfielder e lanciatore.

### Major League Baseball
Dopo il periodo dell'High School, ebbe l'opportunità di una borsa di studio per la Texas A & M University ma non proseguì con gli studi, poiché venne selezionato durante il draft 2006, al terzo turno come 85ª scelta assoluta, dai Baltimore Orioles ricevendo inoltre un bonus di 435.000 dollari.
Prima del 2010 era considerata la terza miglior prospettiva giovane degli Orioles secondo Baseball America, ed in seguito alla stagione, venne inserito nella Top 10 come 10º assoluto migliorando la sua precedente 25ª posizione.

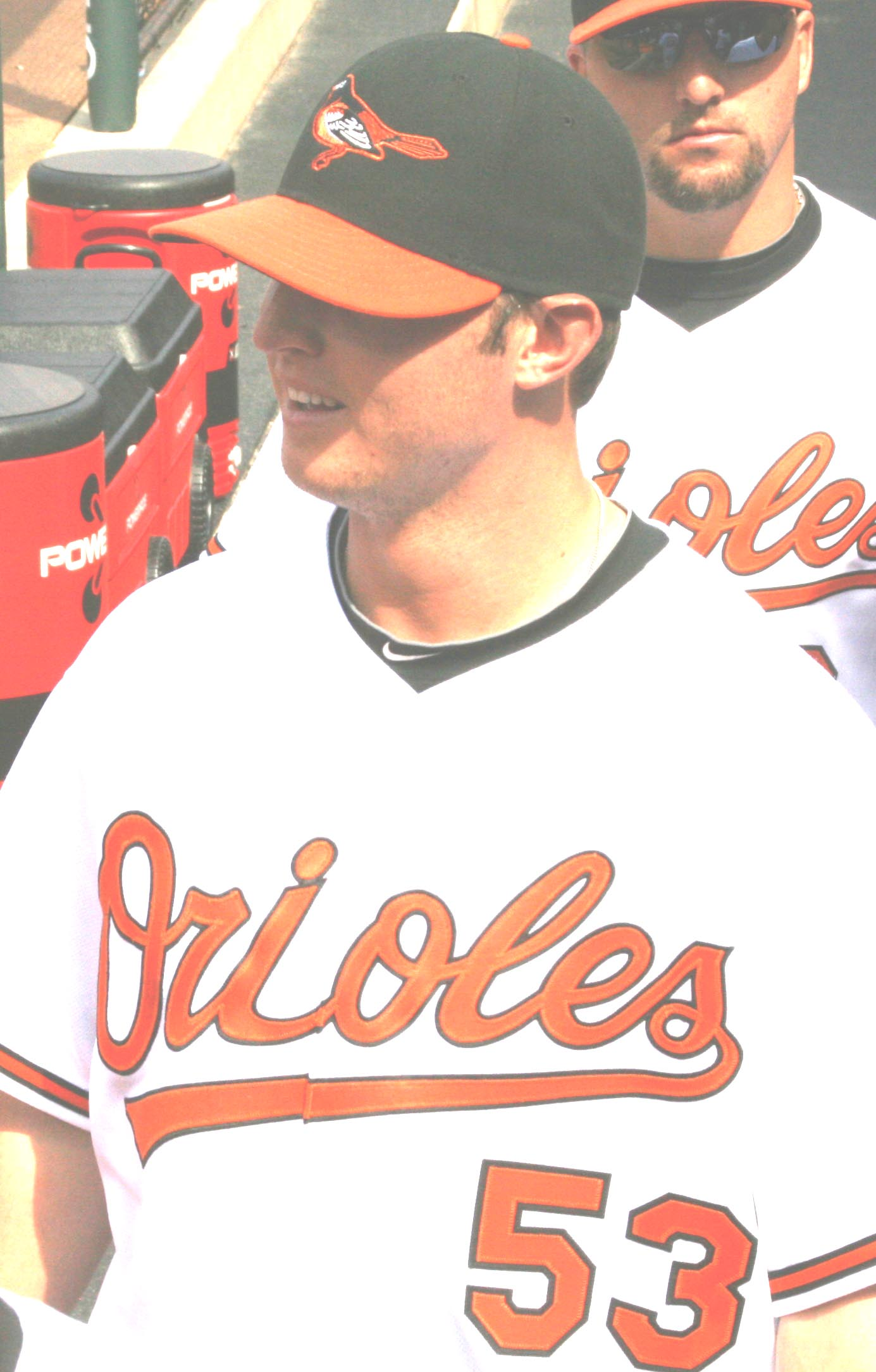
Zach con gli Orioles

Durante la Pre-stagione del 2011 risultò essere il miglior lanciatore degli Orioles, ma lo staff tecnico ha comunque decise di farlo maturare nelle Leghe Minori, ma, dopo l'infortunio incorso il 3 marzo 2011 al lanciatore Brian Matusz, lo staff tecnico degli Orioles decise di chiamare proprio Zach, ripagandolo della Pre-season appena disputata.
Britton debuttò nella MLB il 3 aprile 2011, al Tropicana Field di St. Petersburg, contro i Tampa Bay Rays di Evan Longoria e compagni con la vittoria degli Orioles per 5-1, dove Zach concesse un punto e 3 tiri buoni in sei innings lanciati.
Mostrò soprattutto una buona capacità alla battuta centrando 5 tiri validi su 8 tentativi nella sua prima esperienza nella American League.
Il 17 giugno 2011, contro gli Washington Nationals, mise a segno il suo primo RBI, e successivamente, il 3 luglio 2011 mise a segno il suo primo fuoricampo contro gli Atlanta Braves.
Dopo essere stato inserito nella lista infortunati, fece il suo ritorno e debutto stagionale il 17 luglio 2012.
Il 24 luglio 2018, gli Orioles scambiarono Britton con i New York Yankees in cambio dei giocatori Dillon Tate, Cody Carroll e Josh Rogers.

## Palmarès
- MLB All-Star: 2

2015, 2016
- Leader dell'American League in salvezze: 1

2016
- Rilievo dell'anno della American League - 2016